# Rudolf Hauser
Rudolf Hauser (Goldach, cantó de Sankt Gallen, 22 de novembre de 1937) va ser un ciclista suís, que fou professional entre 1963 i 1968. Del seu palmarès destaca la victòria al Campionat de Suïssa en ruta de 1964.

## Palmarès
- 1963
  - 1r al Tour del Nord-oest de Suïssa
- 1964
  -  Campió de Suïssa en ruta

### Resultats al Tour de França
- 1967. Fora de control (7a etapa)